# مدرسة موريم: ملحمة الشجعان
مدرسة موريم:ملحمة الشجعان هو مسلسل كوري جنوبي من بطولة إي هيون وو، إي هونغ بن وسو يي جي. تم عرضه على قناة كي بي إس 2 في الفترة من 11 يناير حتى 8 مارس 2016.

## روابط خارجية
- مدرسة موريم على موقع IMDb (الإنجليزية)
- مدرسة موريم على موقع نتفليكس (الإنجليزية)
- مدرسة موريم على موقع كينوبويسك (الروسية)
- مدرسة موريم على موقع قاعدة بيانات الفيلم (الإنجليزية)